# Megophrys shuichengensis
Espèce
Synonymes
- Xenophrys shuichengensis (Tian & Sun, 1995)

Statut de conservation UICN

 DD  : Données insuffisantes
Megophrys shuichengensis est une espèce d'amphibiens de la famille des Megophryidae.

## Répartition
Cette espèce est endémique de la province du Guizhou en République populaire de Chine. Elle se rencontre entre 1 800 et 1 870 m d'altitude.

## Étymologie
Son nom d'espèce, composé de shuicheng et du suffixe latin -ensis, « qui vit dans, qui habite », lui a été donné en référence au lieu de sa découverte, le xian de Shuicheng.

## Publication originale
- Tian & Sun, 1995 : A new species of Megophrys from China (Amphibia: Pelobatidae). Journal of Liupanshui Teachers College, vol. 52, no 3, p. 11–15.